# Bundesgymnasium und Bundesrealgymnasium Lienz
Das Bundesgymnasium und Bundesrealgymnasium Lienz (BG/BRG Lienz) ist ein Bundesgymnasium und Bundesrealgymnasium in der Stadt Lienz in Osttirol.
Es ist die einzige Schule in Osttirol, wo Latein als Maturafach so unterrichtet wird, dass damit die Hochschulreife für Studien in Medizin, Geschichte, Jus und vielen anderen Fächern erreicht wird, und auch die einzige Einrichtung, die einen naturwissenschaftlichen Schwerpunkt in der Oberstufe anbietet.

## Beschreibung
Das BG/BRG Lienz ist die größte Schule Osttirols mit 33 Klassen und 731 Schülern (Stand Herbst 2013). Am 4. November 2013 wurde sie Partnerschule des Nationalparks Hohe Tauern. Die Vermittlung von Naturwissen rund um den Nationalpark Hohe Tauern wurde in den Lehrplan integriert.

## Geschichte
Im Zuge des Anschlusses Österreichs an Hitler-Deutschland wurde im Oktober 1938 eine Oberschule für Knaben in den Räumlichkeiten des ehemaligen Bürgerspitals, heute BORG Lienz, eingerichtet. Von 1950 bis 1960 war die Schule in der Franz-Joseph-Kaserne untergebracht. Im Jahre 1960 wurde das nach den Plänen des Architekten Hans Buchrainer errichtete Schulgebäude in Anwesenheit von Unterrichtsminister Heinrich Drimmel eröffnet. Der im Jahr 2000 eröffnete Erweiterungsbau mit einem Turnsaal und weiteren Klassenräumen sowie einer Mehrzweckhalle wurde vom Architekten Georg Steinklammer geplant.

## Leitung
- Helmut Hecke (1938 bis 1939), SS-Untersturmführer, Kriegsgefangener, Autor naturwissenschaftlicher Arbeiten, Biologie und Turnlehrer und langjähriger botanischer Leiter des Alpengartens auf dem Dobratsch (* 7. April 1906 in Villach; † 17. April 2002 ebenda)[8][9]
- Ernst Möst (1948 bis 1971)[10][4]
- Paul Unterweger (etwa 1972 bis etwa 1990), Pädagoge, Vizebürgermeister und Ehrenringträger der Stadt Lienz (* 30. Juli 1925; † 28. Februar 2013)[11]
- Emil Erhart (1990 bis ?)[12]
- Ewald Kirchner (bis etwa 2000)
- Ursula Strobl (2001 bis 2017)[13]
- Roland Rossbacher (seit 2017)[14]